# Грем (Техас)
Грем (англ. Graham) — місто (англ. city) в США, в окрузі Янг штату Техас. Населення — 8732 особи (2020).

## Географія
Грем розташований за координатами 33°6′3″ пн. ш. 98°34′40″ зх. д. / 33.10083° пн. ш. 98.57778° зх. д. (33.100881, -98.577806).  За даними Бюро перепису населення США у 2010 році місто мало площу 14,55 км², з яких 14,48 км² — суходіл та 0,07 км² — водойми.

### Клімат
| Клімат : Грем           | Клімат : Грем | Клімат : Грем | Клімат : Грем | Клімат : Грем | Клімат : Грем | Клімат : Грем | Клімат : Грем | Клімат : Грем | Клімат : Грем | Клімат : Грем | Клімат : Грем | Клімат : Грем | Клімат : Грем |
| Показник                | Січ.          | Лют.          | Бер.          | Квіт.         | Трав.         | Черв.         | Лип.          | Серп.         | Вер.          | Жовт.         | Лист.         | Груд.         | Рік           |
| Абсолютний максимум, °C | 34,4          | 37,2          | 39,4          | 38,3          | 41,7          | 44,4          | 45,6          | 47,2          | 43,3          | 40,6          | 33,9          | 32,2          | 47,2          |
| Середній максимум, °C   | 13,6          | 15,8          | 20,8          | 25,4          | 29,0          | 33,4          | 36,2          | 36,6          | 32,2          | 26,6          | 19,8          | 14,7          | 25,3          |
| Середня температура, °C | 5,9           | 8,1           | 12,8          | 17,7          | 22,0          | 26,7          | 28,9          | 28,9          | 24,2          | 18,6          | 11,9          | 7,1           | 17,8          |
| Середній мінімум, °C    | −1,7          | 0,4           | 4,9           | 9,9           | 15,1          | 19,9          | 21,9          | 21,5          | 17,3          | 10,7          | 4,1           | −0,5          | 10,3          |
| Абсолютний мінімум, °C  | −22,2         | −19,4         | −15,6         | −6,7          | 1,7           | 7,8           | 11,7          | 8,3           | −1,1          | −8,9          | −12,2         | −22,2         | −22,2         |
| Норма опадів, мм        | 34            | 40            | 50            | 70            | 104           | 88            | 54            | 56            | 82            | 74            | 45            | 40            | 736           |
| ----------------------- | ------------- | ------------- | ------------- | ------------- | ------------- | ------------- | ------------- | ------------- | ------------- | ------------- | ------------- | ------------- | ------------- |
| Джерело:                |               |               |               |               |               |               |               |               |               |               |               |               |               |

## Демографія
Згідно з переписом 2010 року, у місті мешкали 8903 особи в 3443 домогосподарствах у складі 2396 родин. Густота населення становила 612 осіб/км².  Було 3890 помешкань (267/км²).
Расовий склад населення:
| - 88,2 % — білих - 1,2 % — чорних або афроамериканців - 0,9 % — корінних американців - 0,5 % — азіатів - 7,3 % — осіб інших рас |

До двох чи більше рас належало 1,9 %. Частка іспаномовних становила 20,5 % від усіх жителів.
За віковим діапазоном населення розподілялося таким чином: 25,8 % — особи молодші 18 років, 56,7 % — особи у віці 18—64 років, 17,5 % — особи у віці 65 років та старші. Медіана віку мешканця становила 37,8 року. На 100 осіб жіночої статі у місті припадало 92,5 чоловіків;  на 100 жінок у віці від 18 років та старших — 88,6 чоловіків також старших 18 років.
Середній дохід на одне домашнє господарство  становив 65 641 долар США (медіана — 39 911), а середній дохід на одну сім'ю — 72 273 долари (медіана — 43 862). Медіана доходів становила 49 007 доларів для чоловіків та 30 150 доларів для жінок. За межею бідності перебувало 15,8 % осіб, у тому числі 22,2 % дітей у віці до 18 років та 9,3 % осіб у віці 65 років та старших.
Цивільне працевлаштоване населення становило 3633 особи. Основні галузі зайнятості: освіта, охорона здоров'я та соціальна допомога — 21,4 %, роздрібна торгівля — 12,7 %, сільське господарство, лісництво, риболовля — 12,6 %.